# Platwijers
De Platwijers is een Vlaams Natuurreservaat binnen de vijverregio De Wijers in de Belgische gemeenten Hasselt en Zonhoven. Het gebied is ongeveer 100 ha groot. In het noorden ligt natuurgebied Wijvenheide, in het oosten spoorlijn 15 en de gehuchten Terdonk en Kiewit, in het zuiden het gehucht Heide en in het westen het natuurgebied Kolberg en het Albertkanaal.
Het gebied bestaat uit visvijvers en weilanden. Hoewel de watertoevoer wegens voedselverrijking veel van de oorspronkelijke zeldzame flora heeft aangetast is het gebied zeer rijk aan vogels.
Het gebied is slechts beperkt toegankelijk.

## Afbeeldingen

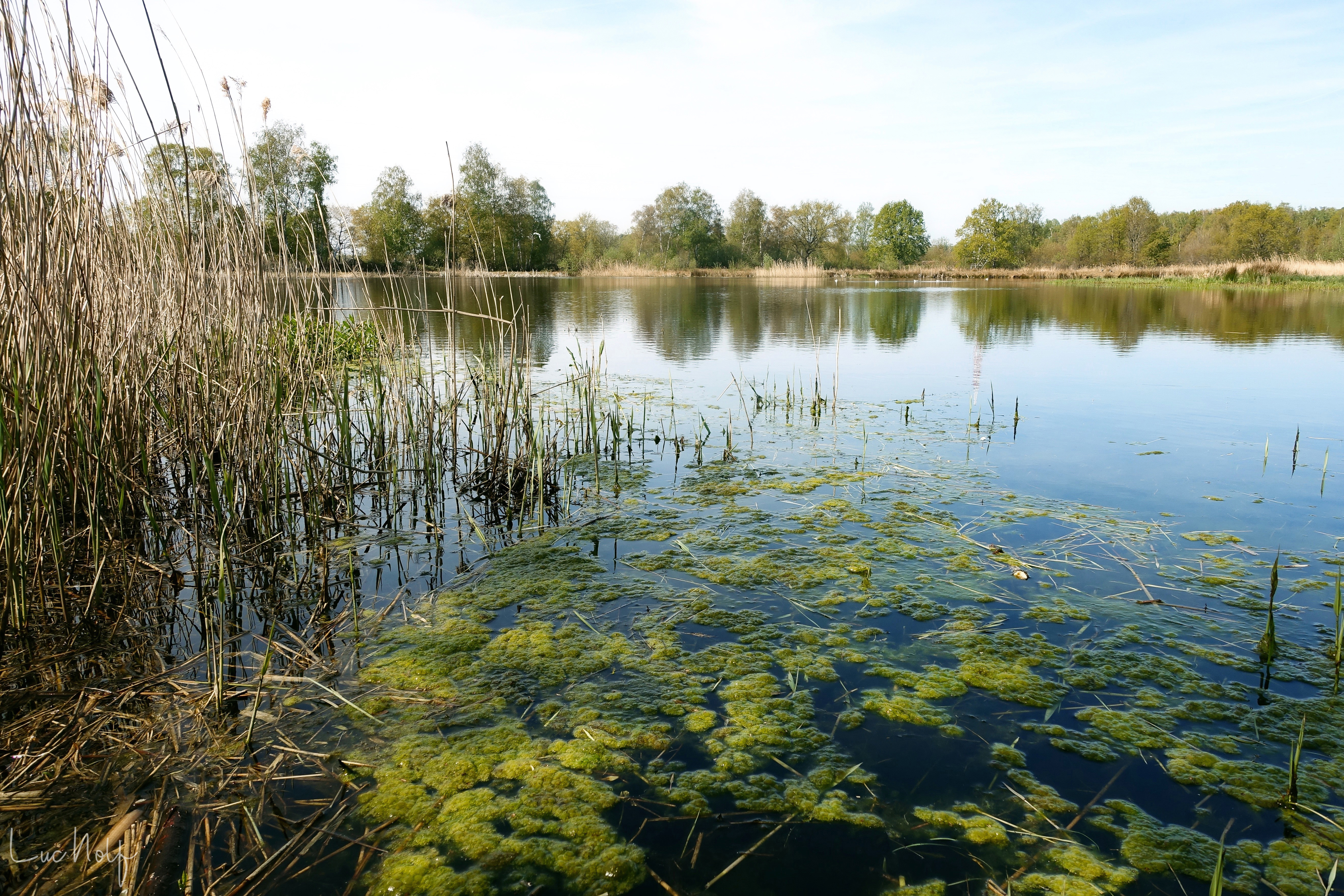
Zicht op de Kleykensvijver
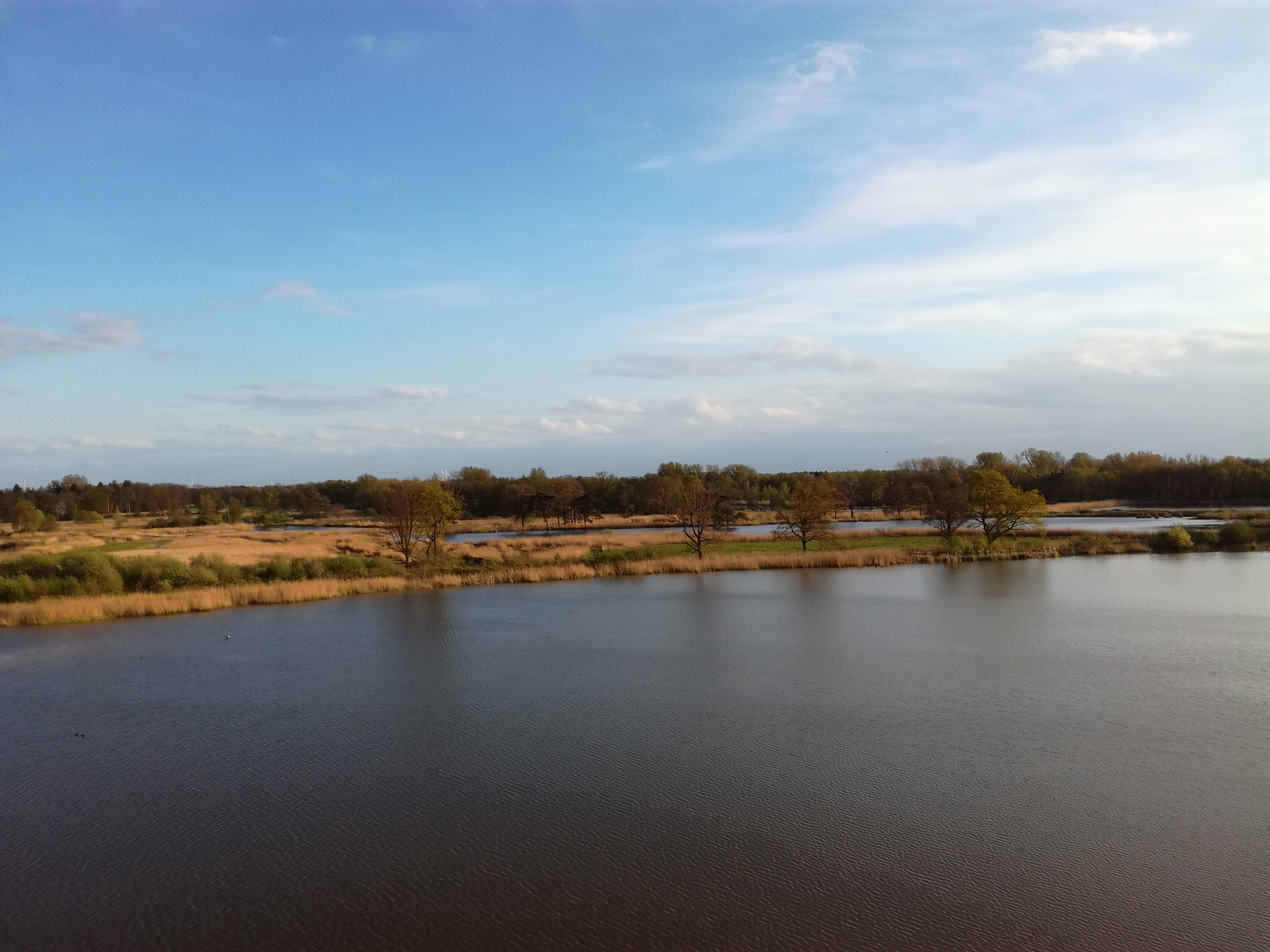
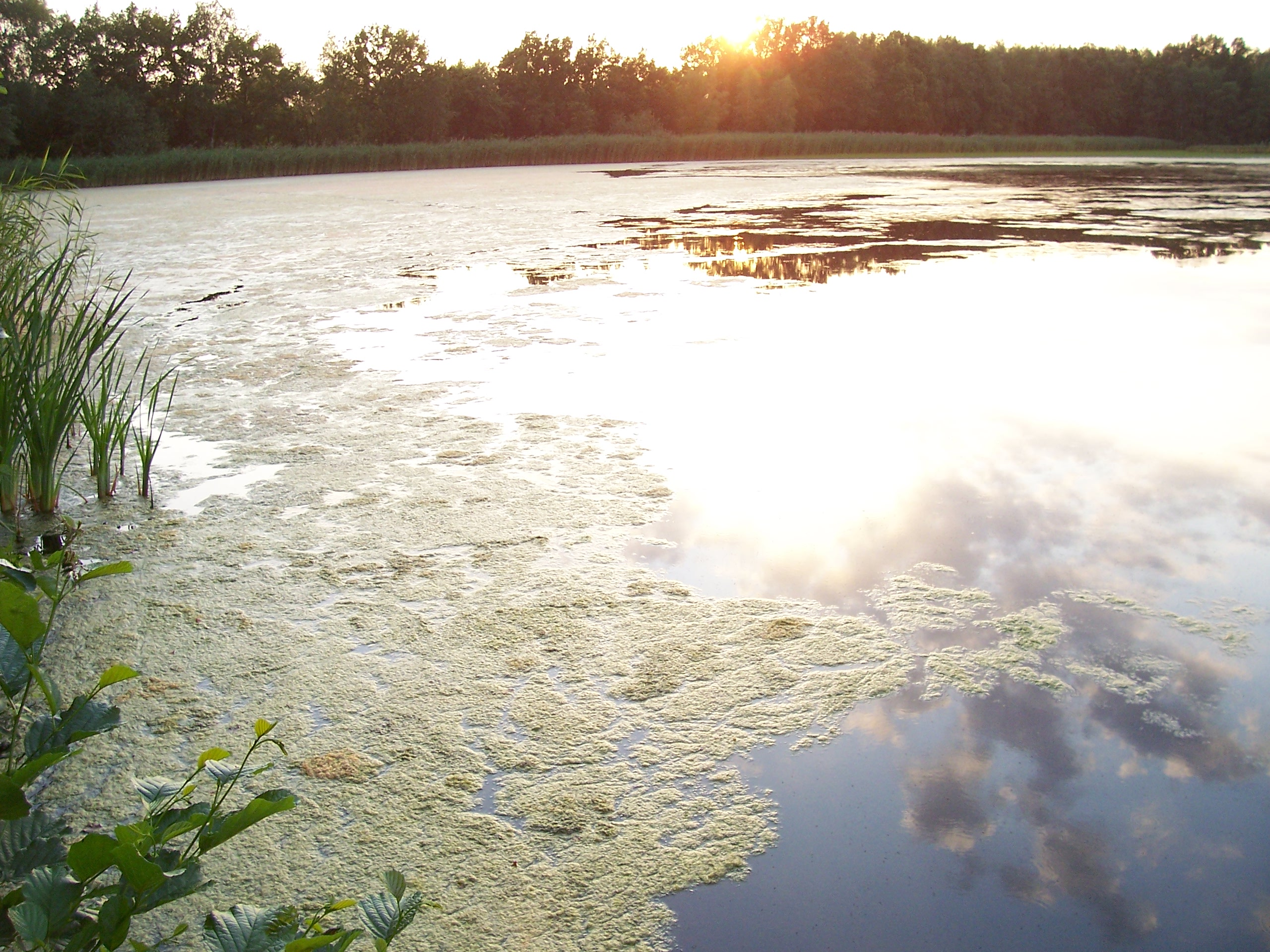
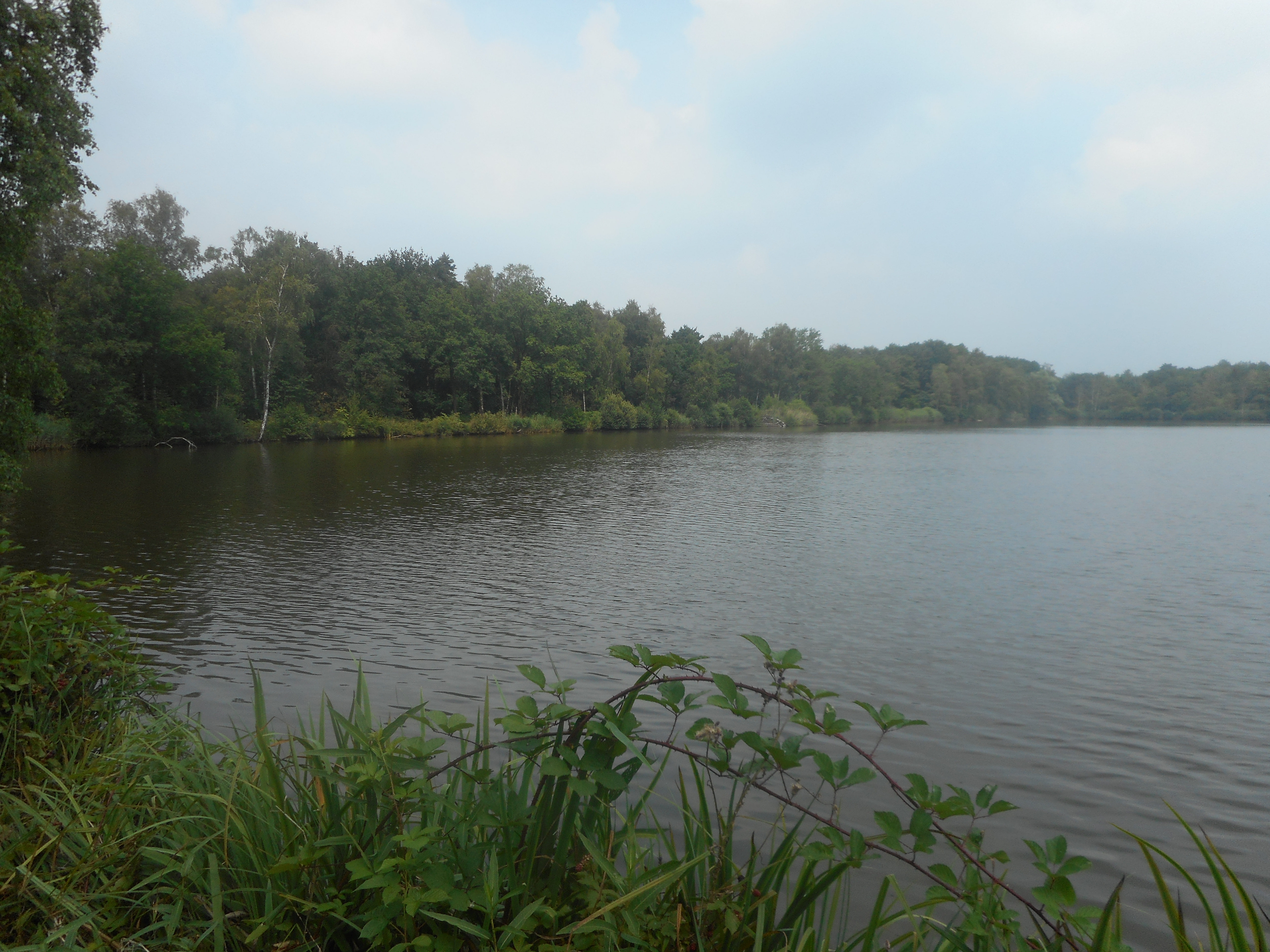